# Florian Kehrmann
Florian Kehrmann, nemški rokometaš, * 26. junij 1977, Neuss.
Leta 2004 je na poletnih olimpijskih igrah v Atlanti v sestavi nemške reprezentance osvojil srebrno olimpijsko medaljo.